# サリーム・アフマド
サリーム・アフマド（Salim Ahamed、1971年7月6日 - ）は、インドのマラヤーラム語映画で活動する映画監督、映画プロデューサー、脚本家。

## 生い立ち
1971年7月6日にケララ州マタヌールで、アフマド・クッティとアーシャ・ウンマの息子として生まれる。パザシーラージャNSS大学の商学部を卒業し、旅行学と観光学の学位を取得した。大学卒業後は映画業界に就職を希望するが断念し、旅行コンサルタント業に就職した。しかし、映画業界への就職を諦め切れなかったサリームは、トリシュールの演劇学校に入学した。彼はスーリヤTVでクリエイティブディレクター・脚本家として働き、その後『Saaphalyam』などの映画で助監督を務めた。スーリヤTVでは『Rasikaraja No.1』のディレクターを務めていた。

## キャリア
2011年に『アブ、アダムの息子』で監督デビューした。同作はサリームが長年構想を練っていた作品であり、彼が旅行コンサルタント業に従事していたころに出会った人々の話を基にしている。ケララ州の貧しい香水売りのアブがハッジのための資金を蓄えながら暮らす姿を描いている。『アブ、アダムの息子』は批評家から絶賛され、国家映画賞を4つ、ケララ州映画賞を4つ受賞している。また、第55回ロンドン映画祭、ムンバイ映画祭、第8回南アジア国際映画祭、第42回インド国際映画祭、第5回インド・ドイツ映画祭、第17回コルカタ国際映画祭、第16回ケララ国際映画祭、第23回パームスプリングス国際映画祭、第8回ドバイ国際映画祭などの国際映画祭で上映された。
サリームは大学在学中に3本の脚本を執筆しており、1本目はケララ州のローカルスクールを題材とした物語、2本目はスリラー作品、3本目は後の『アブ、アダムの息子』の原型である。3本目の脚本は多くの人々から支持されたため最初に『アブ、アダムの息子』として映画化され、次に1本目の脚本の映画化を進めた。彼は同時にトラヴァンコール王国の初代君主マルタンダ・ヴァルマの伝記映画を企画していた。しかし、これらの企画はいずれも実現せずに終わっている。
2012年9月に新作映画の企画を発表し、マンムーティを主演に起用した『Kunjananthante Kada』を製作した。同作は2013年2月に撮影が行われ、同年8月に公開された。2015年に製作した『Pathemari』は批評家から高い評価を受け、国家映画賞 マラヤーラム語長編映画賞を受賞した。

## フィルモグラフィー
- アブ、アダムの息子（英語版）（2011年）
- Kunjananthante Kada（2013年）
- Pathemari（2015年）
- And the Oscar Goes To...（2019年）